# Asticta nesoddensis
Asticta nesoddensis är en fjärilsart som beskrevs av Knaben 1938. Asticta nesoddensis ingår i släktet Asticta och familjen nattflyn. Inga underarter finns listade i Catalogue of Life.